# مارسيلو إتش تشايلز
مارسيلو إتش تشايلز (بالإنجليزية: Marcellus H. Chiles)‏ هو عسكري أمريكي، ولد في 5 فبراير 1895 في يوريكا سبرينغز في الولايات المتحدة، وتوفي في 5 نوفمبر 1918 في فرنسا.